# 賈特人
賈特人是印度雅利安人的分支。古代多在信德一帶從事畜牧業後定居從事農業。在瓦爾那系統中，其種姓地位沒被明確。有些資料顯示他們被視爲刹帝利。又有資料顯示他們被視爲降級的刹帝利，和首陀羅同級，因爲他們不恪守婆羅門教清規戒律(允許寡婦再婚)。分布于喜馬偕尔邦、查谟、北阿坎德邦、俾路支斯坦、信德省、旁遮普邦、拉贾斯坦、哈里亞纳邦与北方邦。全北印度也有他们，但多数分布于拉贾斯坦与北方邦。
他们在二十世纪早期佔旁遮普人口两成，拉賈斯坦、德里与俾路支人口一成，信德省百分之二至五。他们在巴基斯坦是穆斯林，在印度多是印度教徒与锡克教徒。
他們以務農為生但也很多人以當兵為業。
根據印度政府的官方分類，賈特人被歸類為“其他落後階層”（OBC）。儘管如此，賈特人是現代印度最繁榮的群體之一（按人均計算）。居住在旁遮普邦、哈里亞納邦和古吉拉特邦的賈特人數量最多。近年來，賈特一直是旁遮普邦的主要政治階層。
賈特錫克教徒，是賈特人和錫克人中一個次群體，他們主要生活在印度的旁遮普邦，佔當地人口21-25%，因此他們在旁遮普邦是繼賤民之後是人口第二多的社會團體。

## 歷史
根據英屬印度時期的普查，大多數賈特錫克教徒原先是印度教徒，在那納克創立錫克教後有少數賈特人接受但數量很少，直到第十代祖師古鲁·戈宾德·辛格成立宗教武裝組織卡爾沙後信仰者才增加。他們從18世紀開始成為了錫克教反對莫臥兒帝國的先鋒隊。他們改變信仰的部分原因是因正統婆羅門把他們視同首陀羅。
12個錫克教團中至少有7個由賈特錫克教徒領導。

## 軍隊招募
根據A.E. Barstow少校的說法，賈特錫克教徒是非常好的士兵，由於他們的飲食習慣和他們對摔跤的喜愛，使他們體魄強健，同時因忠誠，因此被視為英屬印度新兵的好來源。他們也是印度軍隊新兵的重要來源。

## 農業
在印度旁遮普邦，賈特人多是農民和地主。他們擁有旁遮普省80％以上甚至可能多達95％的可用農地。他們經常住在農村，在國家有很大經濟影響力。